# Spilosoma mashuensis
Spilosoma mashuensis là một loài bướm đêm thuộc phân họ Arctiinae, họ Erebidae.